# Arkadak
Arkadak (Аркада́к in Russo) è una città dell'Oblast' di Saratov, in Russia, situata sul fiume Bol'šoj Arkadak vicino alla confluenza con il fiume Chopër, 248 km ad ovest di Saratov. La città è stata fondata come villaggio nel 1721, conseguendo lo status di città nel 1963.